# Acuerdo de Cotonú

Grupo del Caribe
Grupo del Este y Sur de África
Grupo del Pacífico
Grupo de África del Oeste
Grupo Sudafricano
Grupo Centroafricano
Grupo Esteafricano

El Acuerdo de Cotonú fue un tratado de intercambio comercial y de asistencia firmado en el 2000, y finalizado el 2 de enero de 2020 entre la Unión Europea (UE) y los setenta y ocho miembros de la asociación Estados de África, del Caribe y del Pacífico (ACP) en Cotonú, Benín. Los objetivos principales del acuerdo eran la reducción y, en el futuro, la erradicación de la pobreza de los países ACP. Reemplazó a la Convención de Lomé.
El Consejo de la Unión Europea dio luz verde a la firma y aplicación provisional del Acuerdo de Asociación el 20 de julio de 2023, como nuevo marco legal para los próximos veinte años en sucesión al Acuerdo de Cotonú.

## Países no europeos integrantes del acuerdo

### África
| País                            |
| ------------------------------- |
| Angola                          |
| Benín                           |
| Botsuana                        |
| Burkina Faso                    |
| Burundi                         |
| Cabo Verde                      |
| Camerún                         |
| República Centroafricana        |
| Chad                            |
| Etiopía                         |
| República del Congo             |
| República Democrática del Congo |
| Comoras                         |
| Costa de Marfil                 |
| Eritrea                         |
| Gabón                           |
| Gambia                          |
| Ghana                           |
| Guinea                          |
| Guinea-Bisáu                    |
| Guinea Ecuatorial               |
| Kenia                           |
| Lesoto                          |
| Liberia                         |
| Madagascar                      |
| Malaui                          |
| Mali                            |
| Mauricio                        |
| Mauritania                      |
| Mozambique                      |
| Namibia                         |
| Níger                           |
| Nigeria                         |
| Ruanda                          |
| Santo Tomé y Príncipe           |
| Senegal                         |
| Seychelles                      |
| Sierra Leona                    |
| Somalia                         |
| Suazilandia                     |
| Sudáfrica                       |
| Sudán                           |
| Togo                            |
| Tanzania                        |
| Uganda                          |
| Yibuti                          |
| Zambia                          |
| Zimbabue                        |

### Caribe
| País                         |
| ---------------------------- |
| Antigua y Barbuda            |
| Bahamas                      |
| Barbados                     |
| Belice                       |
| Dominica                     |
| Granada                      |
| Guyana                       |
| Haití                        |
| Jamaica                      |
| República Dominicana         |
| San Cristóbal y Nieves       |
| San Vicente y las Granadinas |
| Santa Lucía                  |
| Surinam                      |
| Trinidad y Tobago            |

### Océano Pacífico
| País                            |
| ------------------------------- |
| Islas Cook                      |
| Fiyi                            |
| Kiribati                        |
| Islas Marshall                  |
| Estados Federados de Micronesia |
| Nauru                           |
| Niue                            |
| Palaos                          |
| Papúa Nueva Guinea              |
| Samoa                           |
| Islas Salomón                   |
| Timor Oriental                  |
| Tonga                           |
| Tuvalu                          |
| Vanuatu                         |